# Welicoruss
Welicoruss est un groupe de black metal symphonique et pagan metal russe, originaire de Novossibirsk, en Sibérie. Depuis 2014, le groupe est localisé à Prague, en République tchèque.

## Biographie

### Débuts
Welicoruss est initialement formé en 2002 comme projet solo d’Alexey Boganov,,. Quelques démos sont produites avant que la formation ne soit complétée en 2005 à Novossibirsk, en Sibérie. Le mot Welicoruss fait en même temps référence à la dénomination historique des territoires de la Russie moderne (Velikorossia) aussi bien qu’aux tracts révolutionnaires « Velikoruss » de Nikolaï Tchernychevski,.

### Période russe
En 2005, la première formation voit le jour à Novossibirsk, bien qu’il ait souvent changé les premières années de vie du groupe. La stabilité est arrivée en 2008, cette période peut être considérée comme le début d’existence active du groupe. La première vidéo officielle sur la chanson Blizzard est diffusée sur la chaine câble City de Novossibirsk en été 2008, cette même année le groupe se produit sur la même scène avec Moonspell, Samael, Gorgoroth, Cynic à la Crimée lors du festival MetalHeads' Mission 2008.
En octobre de la même année le premier album WinterMoon Symphony est publié sur le label CD-Maximum. En novembre, le groupe participe au MetalEast Invasion Tour avec les groupes russes Sinful, Apokefale, Demogorgon au travers des villes comme Iochkar-Ola, Ekaterinbourg, Tomsk, Krasnoïarsk, Novossibirsk, Kemerovo. En décembre, une chronique et une interview paraissent dans le magazine Dark City. Du 11 avril au 24 mai 2009, le groupe réalise son premier tour solo, WinterMoon Symphony Russian Tour — 16 villes, en se produisant également avec la légende du viking black metal norvégien – Helheim. En même temps sort le deuxième album du groupe Apeiron.
Après une longue période d’inactivité, le groupe sort du silence en changeant le line-up et en donnant quelques concerts. À la fin de juillet 2011, Welicoruss publie en téléchargement libre le single Kharna, qui contient trois nouveaux titres ainsi que la version orchestrale du titre-éponyme du single. Cette réalisation présente le groupe sous une autre angle – les compositions sont plus mélodiques avec une attention particulière portée aux textes.
Le 12 décembre 2011, Welicoruss présente une nouvelle vidéo officielle sur le titre Kharna dans le club RockCity à Novossibirsk. Cette vidéo est réalisée aux Imperium Studios sous la direction d’AlexandreTsurup et Alexandre Semko. Le clip est exécuté dans la thématique russo-scandinave avec la participation du club des reconstitutions historiques Stalnoy Kulak, ainsi que du photo-modèle Sofia Sonador. Le 2 novembre 2012, la deuxième vidéo sur le titre Sons of the North voit le jour. Cette fois-ci le directeur était Alexey Boganov lui-même, et la prise de vue est réalisée par le studio EYE Cinema.

### Déménagement en Europe
En 2013, le fondateur Alexey Boganov constate que le groupe a atteint les limites de son développement dans la Sibérie Russe et décide de changer la localisation du groupe et suivant en même temps les opportunités professionnelles,. En automne de la même année, il déménage à Prague où il commence immédiatement à chercher la nouvelle formation. Rapidement, il est rejoint par le guitariste serbe Gojko Maric, le bassiste russe Dmitriy Zhikharevich, et le batteur tchèque David Urban. Ainsi, Welicoruss devient un projet international. Dans cette nouvelle composition le groupe donne les premiers concerts à Prague et à Brno avec Arkona, participe aux festivals open-air tchèques Under the Dark Moon et Made of Metal avec des têtes d’affiche comme Therion, Ensiferum, Haggard.
Le nouvel album du groupe, Az Esm', est officiellement publié le 31 janvier 2015. Cet album est entièrement écrit et enregistré à Novossibirsk ; néanmoins une partie est réenregistrée et légèrement modifiée à Prague. En support de cet album, très attendu, le groupe annonce son premier tour européen qui passe par les pays comme l’Autriche, la Suisse, l’Allemagne, la France, la République tchèque, la Slovaquie, la Slovénie, la Serbie, ainsi que quelques festivals open-air dans ces pays. Le 16 mars 2016, le groupe participe à un concert au Ebrietas Club de Zurich, en Suisse et en juin 2017 au Hellfest.

## Membres

### Membres actuels
- Alexey Boganov - chant, (depuis 2002)[3]
- Ilya Tabachnik - batterie (depuis 2013)[3]
- Tomas Magnusek- basse (depuis 2018)[3]
- Filip Rabenseifner - guitare (depuis 2023)

### Anciens membres
- Gojko Marić - guitare (depuis 2013-2019)
- Dimitry Zhikharevich - basse
- Ilia Chursin - batterie
- Max Fomin - guitare
- Anton Lorentz - guitare
- Alexey Boldin - basse
- Alexandr Golovin - basse
- Pavel Filyuhin - clavier
- Boris Voskolovich - clavier

## Discographie

### Compilations
- 2004 : Siberian xXx-treme 2
- 2006 : Агарта. Молодой Рок Сибири
- 2007 : Siberian Death Metal

## Vidéographie
- 2007 : Slavonic Power
- 2008 : Blizzard
- 2009 : Slava Rusi
- 2011 : Kharnha (Imperium Studio)
- 2012 : Sons of the North
- 2015 : Az Esm
- 2020: "Spellcaster" (El-Puerto Records)
- 2020: "Siberian Heathen Horde" (El-Puerto Records)
- 2021: "Welicoruss "15 years of madness" documentary